# Ананд, Четан (режиссёр)
Четан А́нанд (хинди चेतन आनंद, англ. Chetan Anand; 3 января 1915[…], Лахор, Британская Индия — 6 июля 1997, Мумбаи) — индийский кинорежиссёр

, кинопродюсер и сценарист.
Старший брат Дева Ананда и Виджая Ананда. Основатель киностудии Navketan Films. Его дебютный фильм завоевал «Гран-при» Каннского кинофестиваля.

## Биография
Четан Ананд родился 3 января 1915 года в Лахоре Британской Индии (ныне территория Пакистана) или согласно другим источникам в Гурдаспуре в семье состоятельного адвоката Пишори Лала Ананда. Два его младших брата Дев и Виджай также впоследствии связали себя с индустрией кино. Его сестра — мать режиссёра Шекхара Капура.
После окончания Государственного Колледжа Лахора он некоторое время работал на BBC и преподавал историю в Doon School в Дехрадуне. В начале 1940-х Четан написал сценарий фильма об Ашоке Великом и отправился в Бомбей, чтобы его продать. Там он встретился с режиссёром Фаним Мажумдаром, который предложил ему роль в фильме Rajkumar 1944 года.
В 1946 году состоялся режиссёрский дебют Ананда с фильмом «Город в долине», который завоевал «Гран-при» (наряду с ещё десятью фильмами) первого Каннского кинофестиваля. Это была одна из первых индийских кинолент, получивших международное признание. В фильме дебютировали актриса Камини Каушал и композитор Рави Шанкар.
В 1949 году вместе со своим братом Девом Анандом Четан основал Navketan Productions, под баннером которой вышел его следующий фильм «Ревизор», основанный на одноименной пьесе Н. В. Гоголя, с Девом Анандом и Сурайей в главных ролях. Фильм имел умеренный успех. Затем последовали «Ураган» и «Водитель такси». «Водитель такси» стал первым кассовым успехом Четана Ананда и остается наиболее прибыльным фильмом Navketan Productions по сей день.
На съемках фильма «Фантуш» между братьями возникли разногласия, и в 1960 году Четан основал свою собственную продюсерскую компанию Himalaya films. В 1964 году он снял один из ранних индийских фильмов о войне «Реальность». Снятая в период после Китайско-индийской пограничной войны, «Реальность» выиграла Национальную кинопремию как второй лучший художественный фильм года.
В его фильме 1966 года «Последнее письмо» дебютировал будущая «звезда» Болливуда Раджеш Кханна. Впоследствии, сняв Раджеша в своем фильме «Обратная сторона любви» (1981), сюжет которого основан на идее реинкарнации, он обеспечил ему временное возвращение былой популярности.
Помимо снятых им 17 фильмов, он также принимал участие в создании сериала Param Vir Chakra, транслировавшегося на канале DD National в 1988 году.

### Личная жизнь
Четан был женат на Уме Ананд (в девичестве Чаттерджи), с которой дружил с детства. Ума выступила в роли актрисы и сценариста в нескольких первых фильмах своего мужа. В их браке родились два сына: Кетан и Вивек. В 1964 году Ума оставила мужа ради театрального продюсера и коллекционера живописи Эбрахима Алкази. Опека над детьми осталась за их отцом.
С 1967 года Четан Ананд состоял в отношениях с актрисой Прией Раджванш, дебютировавшей в его фильме «Реальность». Их отношения продлились вплоть до его смерти.